# Outside (Cardi B)
Outside è un singolo della rapper statunitense Cardi B, pubblicato il 20 giugno 2025 come primo estratto dal secondo album in studio Am I the Drama?.

## Tracce
Testi e musiche di Belcalis Almanzar, Ernest Brown III, James D. Steed, Jordan Thorpe, Orville Hall, Phillip Price, Roosevelt Jean, Yakki Davis e Micaela Moore.
Download digitale, streaming
1. Outside – 3:26

Download digitale, streaming – Acapella
1. Outside (Acapella) – 3:25

Download digitale, streaming – Instrumental
1. Outside (Instrumental) – 3:26

## Formazione
- Cardi B – voce
- Charlie Heat – produzione
- HeyMicki – produzione
- DJ SwanQo – coproduzione
- Colin Leonard – mastering
- Evan LaRay – missaggio, registrazione
- Leslie Brathwaite – missaggio

## Successo commerciale
Outside ha segnato il tredicesimo ingresso dell'artista nella top ten della Billboard Hot 100, nonché il primo da Enough (Miami); l'esito è stato conseguito con 15,6 milioni di riproduzioni streaming, 6 milioni di audience radiofonica e 14 000 copie digitali. Si tratta inoltre della sua ottava numero uno sia nella Digital Songs che nella Rap Airplay.

## Classifiche
| Classifica (2025) | Posizione massima |
| ----------------- | ----------------- |
| Canada            | 61                |
| Lituania          | 2                 |
| Regno Unito       | 72                |
| Stati Uniti       | 10                |
| Sudafrica         | 21                |

## Date di pubblicazione
| Paese                 | Data           | Formato                                   | Versione     | Etichetta | Nota   |
| --------------------- | -------------- | ----------------------------------------- | ------------ | --------- | ------ |
| Mondo                 | 20 giugno 2025 | Download digitale, streaming              | Originale    | Atlantic  | [ 8 ]  |
| Mondo                 | 20 giugno 2025 | Download digitale, streaming              | Acapella     | Atlantic  | [ 9 ]  |
| Mondo                 | 20 giugno 2025 | Download digitale, streaming              | Instrumental | Atlantic  | [ 10 ] |
| Stati Uniti d'America | 23 giugno 2025 | Urban contemporary, rhythmic contemporary | Originale    | Atlantic  | [ 11 ] |
| Stati Uniti d'America | 1º luglio 2025 | Rhythmic crossover                        | Originale    | Atlantic  | [ 12 ] |